# Dinarda
Dinarda (лат.) — род мирмекофильных жуков-стафилинид из подсемейства Aleocharinae. Европа. 4 вида.

## Описание
Мелкого размера коротконадкрылые жуки-стафилины (длина от 3 до 5 мм) коричневого цвета (боковые части пронотума и надкрылья светлее). Ассоциированы с муравьями рода Formica. Род был впервые выделен в 1819 году. Включён в состав трибы Oxypodini Thomson, 1859 и подтрибы Dinardina Mulsant & Rey, 1873.

## Список видов
- Dinarda dentata (Gravenhorst, 1806) — Европа, в том числе: Беларусь[9], Дания, Латвия, Литва, Швеция[6]
- Dinarda hagensii Wasmann, 1889 — Европа, в том числе: Дания, Латвия, Литва, Швеция[6], Удмуртия[10][11]
- Dinarda maerkelii Kiesenwetter, 1843[12], Европа (Литва[6], Удмуртия[10])
- Dinarda pygmaea Wasmann, 1894[13]